# Tenuipalpus pagesae
Tenuipalpus pagesae är en spindeldjursart som beskrevs av Rimando 1962. Tenuipalpus pagesae ingår i släktet Tenuipalpus och familjen Tenuipalpidae. Inga underarter finns listade i Catalogue of Life.